# Ozierce (obwód brzeski)
Ozierce (biał. Азярцо; ros. Озерцо) – wieś na Białorusi, w obwodzie brzeskim, w rejonie iwacewickim, w sielsowiecie Podstarzynie, nad Hrywdą.
W dwudziestoleciu międzywojennym leżały w Polsce, w województwie poleskim, w powiecie kosowskim/iwacewickim, w gminie Borki-Hiczyce/Iwacewicze. Po II wojnie światowej w granicach Związku Sowieckiego. Od 1991 w niepodległej Białorusi.